# 明和町立明和中学校 (三重県)
明和町立明和中学校（めいわちょうりつめいわちゅうがっこう 英語: Meiwa Junior High School）は、三重県多気郡明和町大字坂本1264-14にある町立中学校。

## 概要
- 祓川の東岸に位置する。
- 校訓は「自ら学び共に生きる」

### 規模
- 生徒数

　約600人
- 施設

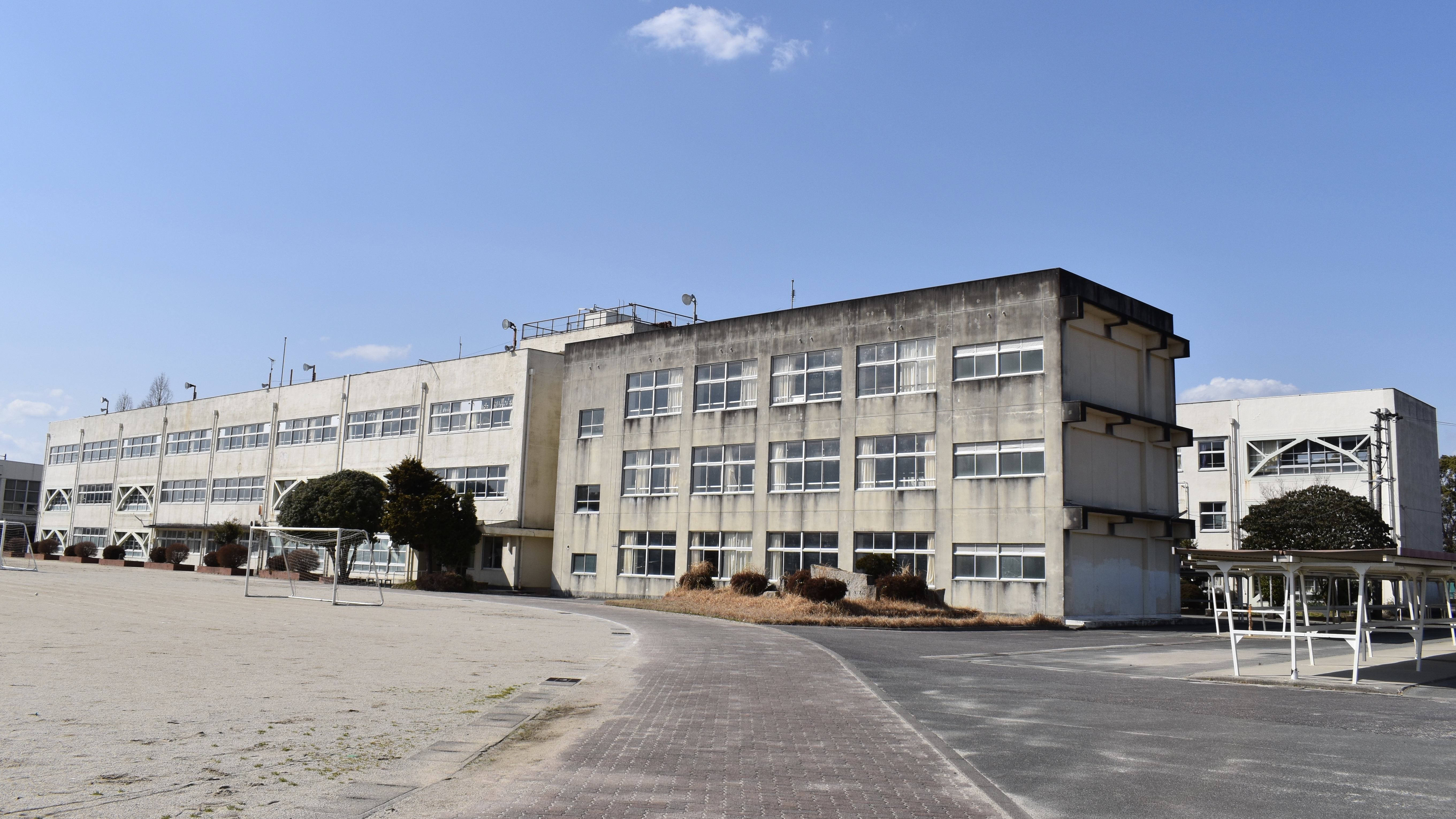
旧校舎

　鉄筋コンクリート2階建ての校舎3棟、給食室、体育館、グラウンド（2面）、テニスコート（5面）などからなる。

## 沿革
- 1947年（昭和22年）4月 - 新学制の実施により、4ケ町村にわたり4中学校が設立。大淀町立大淀中学校:仮校舎大淀小学校、上御糸村立上御糸中学校:仮校舎上御糸小学校、下御糸村立下御糸中学校:仮校舎下御糸小学校、斎宮村外1ケ村学校組合立斎明中学校:仮校舎明星、斎宮、修正小学校
- 1948年（昭和23年）7月 - 大淀・上御糸・下御糸中学校を合併し、大淀町外2か村学校組合校を設立。
- 1949年（昭和24年）
  - 3月 - 斎宮村大字斎宮に斎明中学校校舎完成。仮校舎閉鎖。
  - 9月 - 上御糸村大字前野に三和中学校校舎完成。仮校舎閉鎖。
- 1955年（昭和30年）4月 - 大淀・上御糸・下御糸の3か村が合併して三和町となる。斎宮・明星の2か村が合併して斎明村となる。学校組合立であった両校はそれぞれ町村立に変更。
- 1958年（昭和33年）
  - 9月 - 三和町及び斎明村合併。明和町となる。三和中学校及び斎明中学校を統合して、明和町立明和中学校を設立。当時校舎はなく旧三和中学校を北校合、旧斎明中学校を南校舎と称し、両校に分かれて開校。
  - 12月 - 新校舎敷地を現在地に定め、校舍建築起工式。
- 1959年（昭和34年）
  - 6月 - 第1期工事完成。
  - 12月 - 第2期工事完成と同時に北校舎閉鎖。
- 1961年（昭和36年）
  - 時期不明 - 第3期工事完成。南校舎閉鎖。
  - 10月 - 第4期工事完成。
- 1963年（昭和38年）3月 - 屋内体育館完成。
- 1965年（昭和40年）7月 - プール竣工。(50m公認)
- 1968年（昭和43年）9月 - 給食室完成。10月より給食開始。
- 1983年（昭和57年）3月 - 校舎増築。(普通教室6)浄化槽改築。
- 1987年（昭和62年）8月 - 南校舎改修。(1～3階)
- 1988年（昭和63年）8月 - 北校舎改修。(1～3階)
- 1991年（平成3年）3月 - 新技術棟(木工室・パソコン室)完成。
- 1992年（平成4年）3月 - 運動場改修工事完成。
- 1993年（平成5年）
  - 3月 - 給食調理室完成。
  - 11月 - 運動場モニュメント設置。
- 1995年（平成7年）
  - 3月 - プレハブ生徒会室新設。印刷室、自転車置き場増設。
  - 8月 - カウンセリングルーム新設。
- 1996年（平成8年）
  - 3月 - 全館に手すり設置。各階に洋式便所設置。職員室にエアコン設置。
  - 10月 - 運動場西側に部室完成。
- 1997年（平成9年）8月 - 校舎耐震工事完成。
- 1999年（平成11年）
  - 1月 - 米飯給食推進モデル校指定。
  - 3月 - サッカー場完成。
- 2000年（平成12年）3月 - 野球場・ソフトボール場完成。
- 2001年（平成13年）
  - 2月 - パソコン教室インターネット対応工事完成。
  - 9月 - 全教室にインターホン、玄関に防犯用モニター設置。
- 2003年（平成15年）8月 - バリアフリー工事施工(トイレ改装、エレベーター設置、スロープ整備等)。
- 2004年（平成16年）4月 - 町予算で図書室に司書派遣。
- 2006年（平成18年）3月 - 北館1階に共同実施事務室設置。
- 2009年（平成21年）
  - 8月 - 運動場体育倉庫火災、体育館耐震工事及び床面張り替え、職員室拡幅工事。
  - 11月 - 緊急地震速報システム設置。
- 2010年（平成22年）
  - 3月 - 職員用パソコン機器更新。
  - 8月 - プール解体・撤去。
- 2011年（平成23年）
  - 5月 - ホームページ開設。
  - 6月 - 作法室にエアコン設置。
  - 12月 - 緊急メール配信開始。
- 2012年（平成24年）7月 - 各教室に壁掛け扇風機設置(各2台、計54台)。
- 2013年（平成25年）8月 - パソコン教室のパソコン機器の更新。
- 2014年（平成26年）3月 - 「明和中学校建設基本構想」策定。
- 2018年（平成30年）9月 - 新校舎建築起工式。
- 2019年（令和元年）12月 - 新校舎完成式典。
- 2021年（令和3年）2月 - グラウンド、駐車場完成。

## 通学区域
三重県多気郡明和町全域である。

## 部活動

### 運動クラブ
- 野球部
- 柔道部
- 剣道部
- 陸上競技部
- サッカー部
- 男子卓球部
- 女子卓球部
- バドミントン部
- ソフトボール部
- 男子バレーボール部
- 女子バレーボール部
- 男子ソフトテニス部
- 女子ソフトテニス部
- 男子バスケットボール部
- 女子バスケットボール部

### 文化クラブ
- 美術部
- 家庭部
- 情報部
- 吹奏楽部
- ボランティア部

(2020年2月現在)

## 周辺
- 明和町役場
- 明和町中央公民館
- 明和町総合体育館
- 明和町ふるさと会館
- 松阪警察署明和交番

## 交通アクセス
- 近鉄斎宮駅から徒歩25分